# Астапкович Ігор В'ячеславович
Ігор В'ячеславович Астапкович (біл. Ігар Вячаслававіч Астапковіч, нар. 4 січня 1963, Новополоцьк, Вітебська область, Білорусь) — білоруський легкоатлет, що спеціалізується на метанні молота, срібний призер Олімпійських ігор 1992 року, бронзовий призер Олімпійських ігор 2000 року, чемпіон Європи, багаторазовий призер чемпіонатів світу.

## Кар'єра
| Рік                           | Змагання            | Місто                | Місце            | Примітки         |
| Представник СРСР              | Представник СРСР    | Представник СРСР     | Представник СРСР | Представник СРСР |
| ----------------------------- | ------------------- | -------------------- | ---------------- | ---------------- |
| 1987                          | Універсіада         | Загреб, Югославія    | 1                | 78.46 м          |
| 1989                          | Універсіада         | Дуйсбург, Німеччина  | 1                | 80.56 м          |
| 1990                          | Ігри доброї волі    | Сіетл, США           | 1                | 84.12 м          |
| 1990                          | Чемпіонат Європи    | Спліт, Югославія     | 1                | 84.14 м          |
| 1991                          | Чемпіонат світу     | Токіо, Японія        | 2                | 80.94 м          |
| Представник Об'єднана команда |                     |                      |                  |                  |
| 1992                          | Олімпійські ігри    | Барселона, Іспанія   | 2                | 81.96 м          |
| Представник Білорусь          |                     |                      |                  |                  |
| 1993                          | Чемпіонат світу     | Штутгарт, Німеччина  | 2                | 79.88 м          |
| 1994                          | Чемпіонат Європи    | Гельсінкі, Фінляндія | 2                | 80.40 м          |
| 1995                          | Чемпіонат світу     | Гетеборг, Швеція     | 2                | 81.10 м          |
| 1996                          | Олімпійські ігри    | Атланта, США         | 7                | 78.20 м          |
| 1996                          | Фінал Гран-прі IAAF | Мілан, Італія        | 2                | 79.84 м          |
| 1997                          | Універсіада         | Сицилія, Італія      | 7                | 73.80 м          |
| 1997                          | Чемпіонат світу     | Афіни, Греція        | 5                | 79.70 м          |
| 1998                          | Чемпіонат Європи    | Будапешт, Угорщина   | 7                | 77.81 м          |
| 1998                          | Фінал Гран-прі IAAF | Будапешт, Угорщина   | 4                | 78.02 м          |
| 1999                          | Чемпіонат світу     | Севілья, Іспанія     | 9                | 76.02 м          |
| 2000                          | Олімпійські ігри    | Сідней, Австралія    | 3                | 79.17 м          |
| 2001                          | Ігри доброї волі    | Брисбен, Австралія   | 6                | 74.85 м          |
| 2001                          | Чемпіонат світу     | Едмонтон, Канада     | 7                | 79.72 м          |
| 2002                          | Фінал Гран-прі IAAF | Париж, Франціям      | 5                | 78.40 м          |
| 2003                          | Чемпіонат світу     | Париж, Франція       | —                | NM               |
| 2004                          | Олімпійські ігри    | Афіни, Греція        | 9                | 76.22 м          |